# Rodina Brontëova

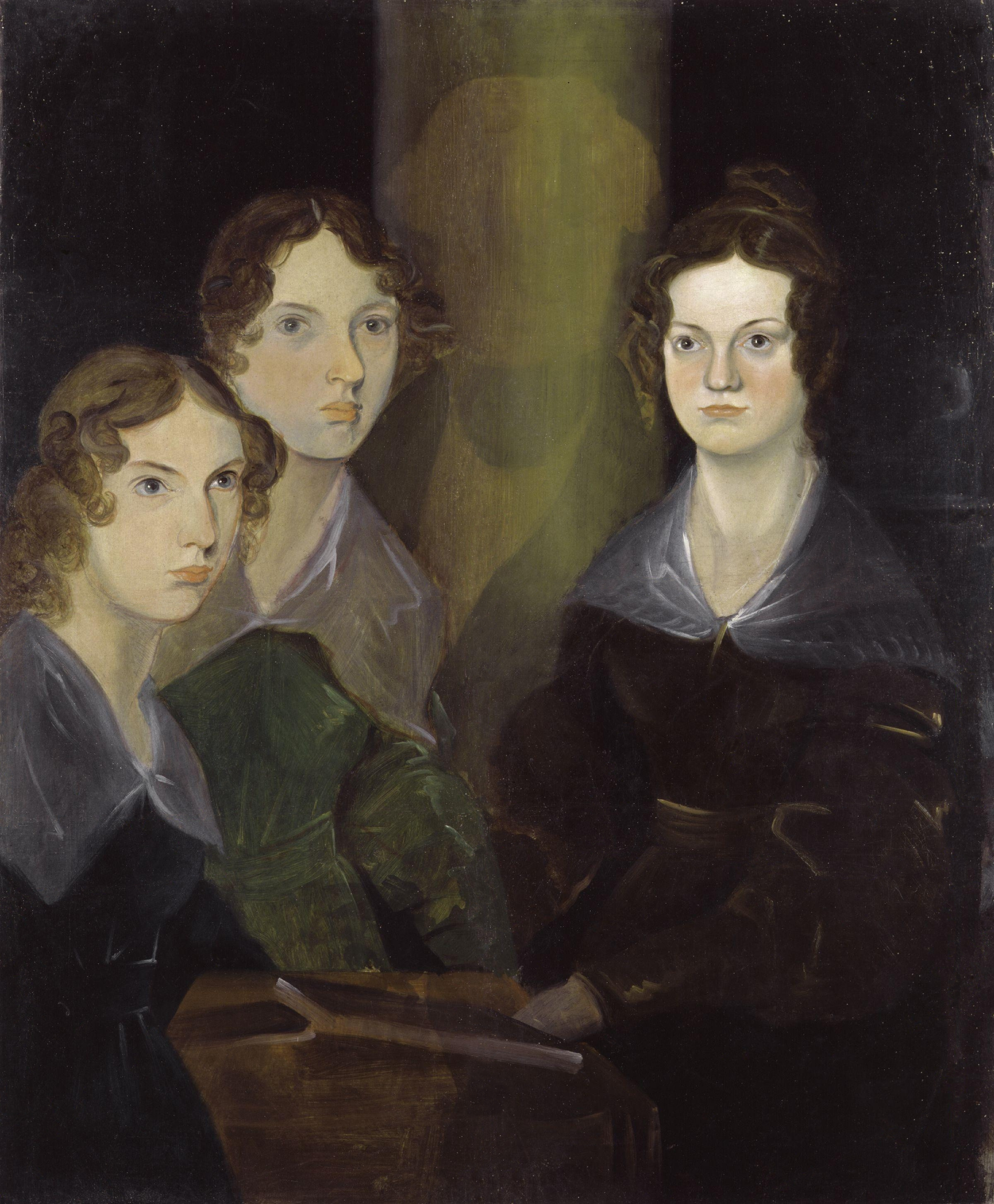
Sestry Brontëovy na obraze, který namaloval jejich bratr Branwell. Sám byl na obraze původně také, ale později se vymazal.

Rodina Brontëova byl anglický umělecký rod z Thorntonu, posléze žijící v Haworthu. Sestry Charlotte Brontëová, Emily Brontëová a Anne Brontëová se staly známými spisovatelkami (někdy jsou nazývány sestry Brontëovy). Jejich bratr Branwell Brontë byl malířem. Osud všech čtyř sourozenců byl tragický, jejich otec Patrick Brontë, sám básník, je všechny přežil. Již jako malé, v 10 a 11 letech, zemřely i další dvě jeho dcery. Každá ze tří sester napsala významné dílo anglické literatury, Charlotte Janu Eyrovou, Emily Na Větrné hůrce a Anne Dvojí život Heleny Grahamové. Charlotta zemřela ve 38 letech, Emily ve 30, Anne ve 29 a jejich bratr ve 31. Bratr se stal nakonec nejméně známým, ačkoli ho otec i sestry považovali za génia. Tragický osud talentovaných sourozenců přitahoval jiné umělce, pojednávají o něm filmy Devotion (1946), Les Sœurs Brontë (1979) nebo The Carmilla Movie (2017). Branwellův rozháraný život provázený narkomanií i jeho předčasnou smrt popsala spisovatelka Daphne du Maurier v románu, do češtiny byl přeložen pod titulem Přízračný svět Branwella Brontëa.